# ميغيل بينيا (منافس ألعاب قوى)
ميغيل بينيا (بالإسبانية: Miguel Peña Moral)‏ هو منافس ألعاب قوى إسباني، ولد في 12 مارس 1897 في غيبوثكوا في إسبانيا، وتوفي في 1969.

## وصلات خارجية
- ميغيل بينيا على موقع أوليمبيديا (الإنجليزية)